# Owrzodzenie Buruli

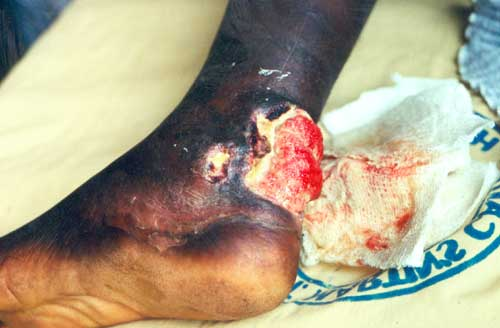
Owrzodzenie Buruli o typowym umiejscowieniu u mieszkańca Ghany

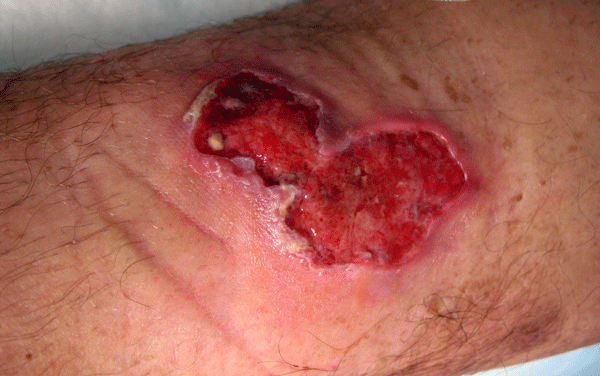
Owrzodzenie Buruli

Owrzodzenie Buruli – endemicznie występująca bakteryjna choroba zakaźna, wywoływana przez prątki Mycobacterium ulcerans. Objawia się zazwyczaj najpierw jako niebolesny guzek, z czasem rozwijający się w ognisko martwicy skóry i tkanki podskórnej, drążące do głębszych tkanek. Choroba spotykana jest w Afryce, Azji, Ameryce Południowej i Australii. Mycobacterium ulcerans wydziela egzotoksynę, mykolakton, działającą jako aktywator apoptozy w komórkach ssaków.

## Historia
Choroba i wywołujący ją patogen zostały opisane po raz pierwszy w 1948 roku przez Petera MacCalluma i wsp. u sześciu pacjentów z Bairnsdale w Australii; w Australii wciąż spotyka się nazwę wrzodu Bairnsdale (Bairnsdale ulcer). Choroba była znana znacznie wcześniej w Afryce. W 1897 opisał ją brytyjski lekarz sir Albert Ruskin Cook, pracujący wtedy w szpitalu w Kampali w Ugandzie, a w latach 20. Kleinschmidt z Kongo.
Popularna nazwa pochodzi od rejonu Ugandy (dystrykt Buruli, obecnie dystrykt Nakasongola), gdzie w latach 60. odnotowano szczególnie wiele przypadków choroby.

## Epidemiologia

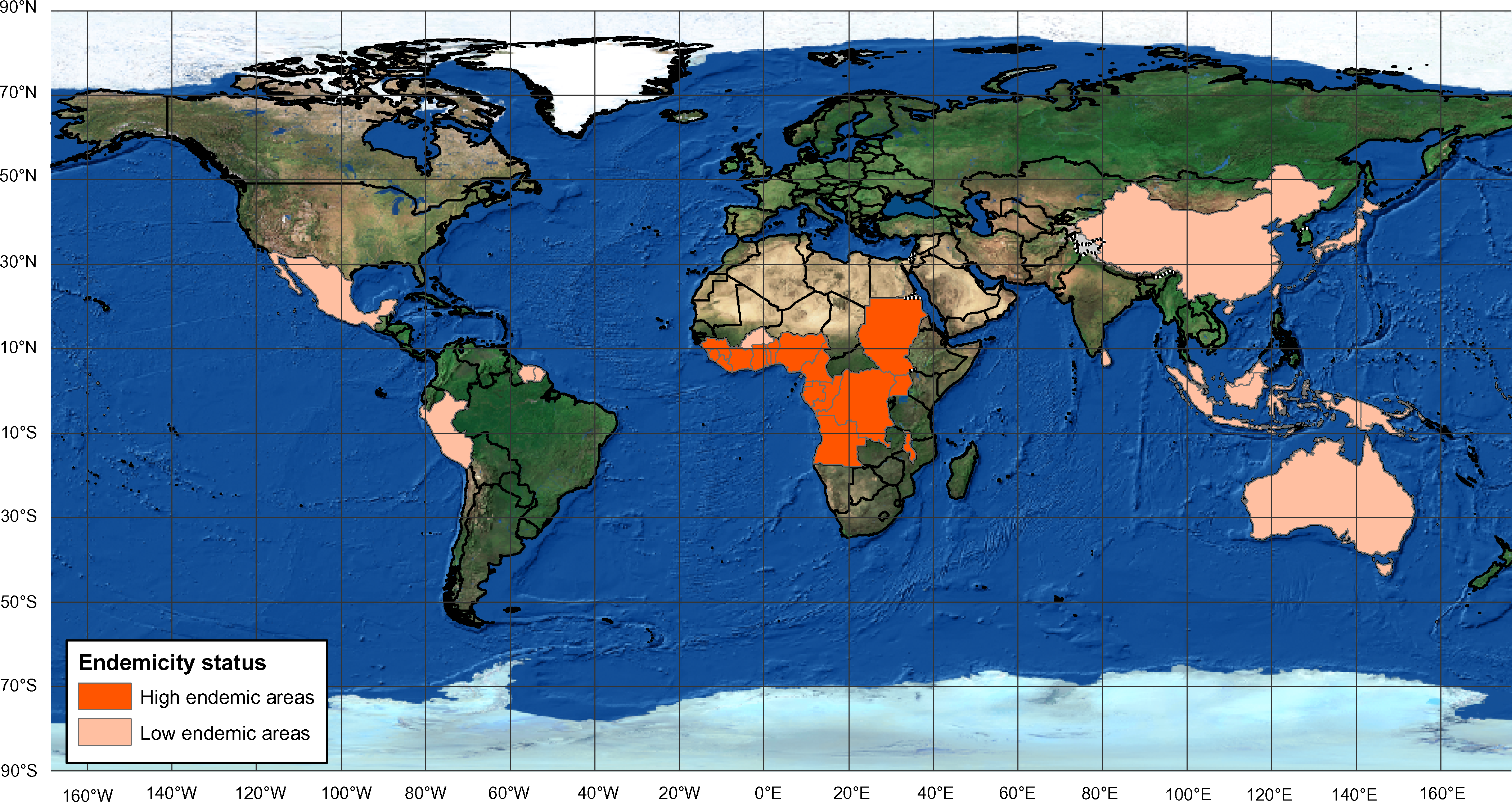
Kraje, w których endemicznie występuje owrzodzenie Buruli

Chorobę odnotowano w około trzydziestu krajach, głównie strefy tropikalnej i subtropikalnej. Po gruźlicy i trądzie, jest trzecią najczęstszą chorobą wywoływaną przez mykobakterie.
Czynnikiem ryzyka jest praca w pobliżu zbiorników wodnych na terenach endemicznego występowania choroby. Szczególnie narażone są dzieci w wieku do 15 lat.
W Australii choroba występuje przede wszystkim w stanie Wiktoria i mieście Point Lonsdale. W kolejnych latach 2004, 2005 i 2006 odnotowano w Australii, odpowiednio, 25, 47 i 72 przypadki.

## Etiologia
Czynnikiem wywołującym chorobę są prątki Mycobacterium ulcerans. Możliwe, że zarażenie odbywa się wskutek zakażenia ran skóry. Doświadczalnie wykazano, że niektóre wodne pluskwiaki (z rodzin Naucoridae i Belostomatidae) mogą przenosić prątki w gruczołach ślinowych na zwierzęta.

## Objawy i przebieg
Pierwszym objawem zazwyczaj jest niebolesny, ruchomy względem skóry guzek. Choroba postępuje bez bólu i gorączki, doprowadzając do drążącego owrzodzenia o charakterystycznie uniesionych brzegach.  Gojenie się owrzodzeń trwa miesiące i może prowadzić do przykurczy stawowych i powstawania bliznowców. Choroba rzadko prowadzi do zgonu.
Niekiedy pierwszym objawem choroby jest grudka (najczęściej u pacjentów z Australii), blaszka lub obrzęk.

## Rozpoznanie
Rozpoznanie stawiane jest zazwyczaj na podstawie obrazu klinicznego. Z metod laboratoryjnych największą czułość mają metody genetyczne oparte na PCR. Barwienie metodą Ziehla-Neelsena ma czułość 40-80%, hodowla 20-60%. W wątpliwych przypadkach potwierdzenie infekcji może wymagać łączenia tych metod.
Hodowla jest możliwa na podłożach dla mykobakterii, jednak wymagana jest niższa temperatura inkubacji (29–33 °C).

### Rozpoznanie różnicowe
W diagnostyce różnicowej objawów klinicznych należy uwzględnić:
- tropikalne owrzodzenia zgorzelinowe (ang. tropical phagedenic ulcers)
- leiszmaniozę
- guzki w przebiegu onchocerkozy
- zakażenia grzybicze skóry.

## Leczenie

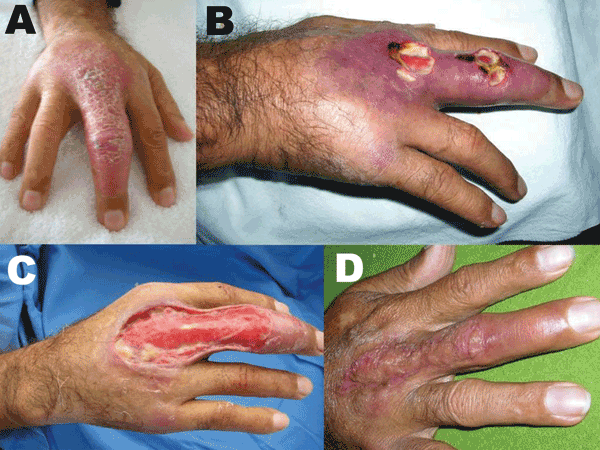
Owrzodzenie Buruli (pacjent z Peru) A) początkowy obrzęk środkowego palca, bez owrzodzenia
B) owrzodzenie palca środkowego cztery tygodnie później
C) opracowanie chirurgicznie po pięciu i pół tygodnia od początku objawów
D) wyleczona zmiana pięć miesięcy od początku objawów, miesiąc po autogenicznym przeszczepieniu skóry

W 2004 potwierdzono skuteczność niektórych antybiotyków wobec M. ulcerans; Światowa Organizacja Zdrowia (WHO) rekomenduje ośmiotygodniowe leczenie skojarzone ryfampycyną i streptomycyną przed ewentualną interwencją chirurgiczną.
Miejscowe zastosowanie temperatury 40 °C, po uprzednim usunięciu tkanek martwiczych, w przypadku niedużych owrzodzeń (o średnicy do 10 cm) skutkowało długoterminowym wyleczeniem. Metoda ta jest jednak zbyt niepraktyczna ze względu na wysoki koszt i częsty brak podstawowej infrastruktury w obszarach endemicznego występowania choroby.

## Profilaktyka
Szczepionka BCG zapewnia krótkotrwałą odporność na M. ulcerans. Badanie porównawcze przypadków przeprowadzone w południowym Beninie nie wykazało jednak skuteczności rutynowego szczepienia BCG w profilaktyce tej choroby.